# Pastorale (Eiximenis)

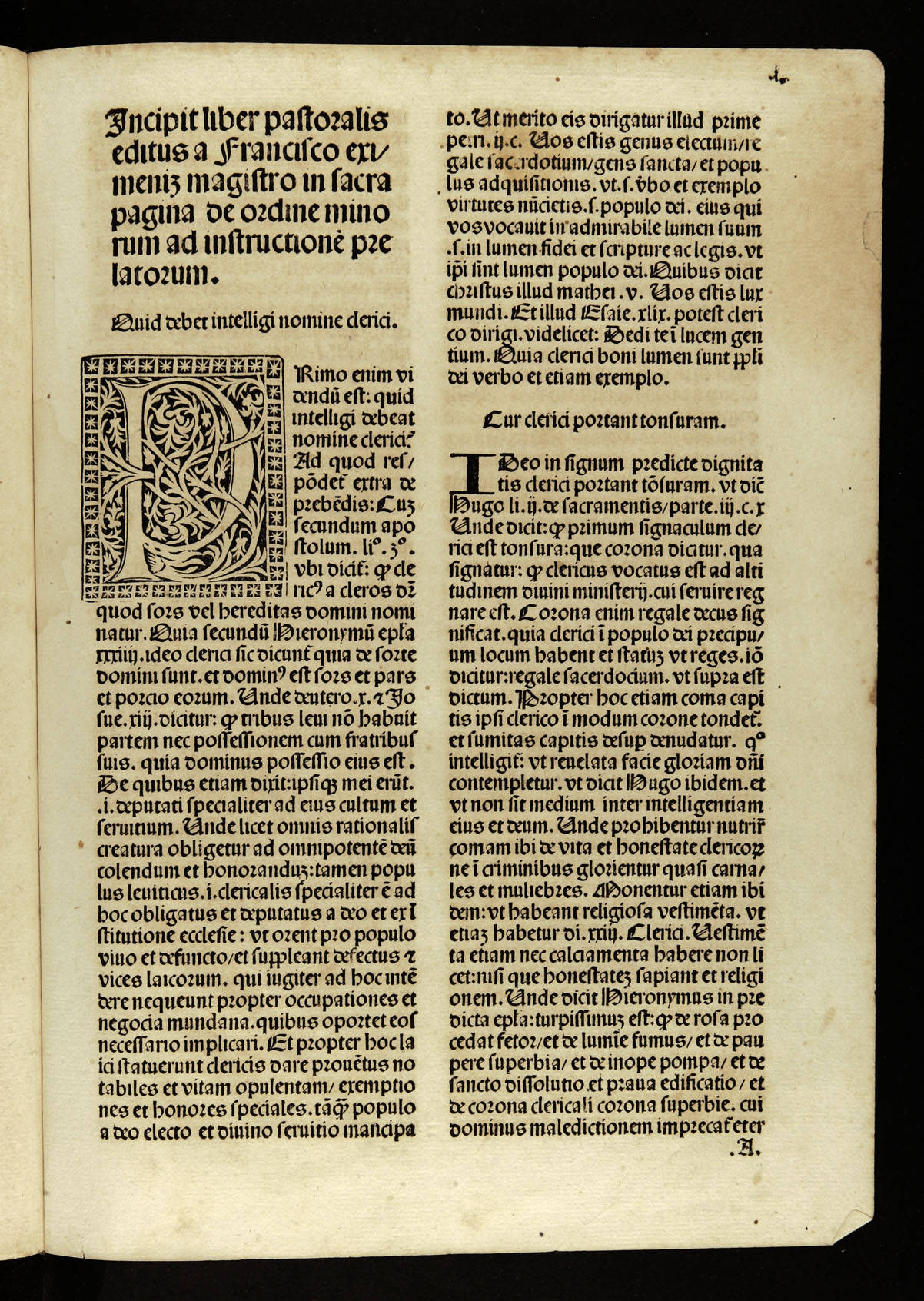
Anfang der Inkunabelauflage vom Pastorale von Francesc Eiximenis, die in Barcelona 1495 gedruckt wurde

Das Pastorale (Hirtenbrief) ist ein literarisches Werk, das von Francesc Eiximenis in Valencia auf Latein zwischen 1397 und 1400 geschrieben wurde. Das Buch wurde dem Bischof von Valencia Hug de Llupià gewidmet.

## Ursprung
Das Pastorale wurde für den neuen Bischof von Valencia Hug de Llupià i Bages geschrieben, weil der Pfarrer von Penàguila, Miquel de Miracle, ihn darum gebeten hatte, wie die Einführung des Buches bestätigt. Möglicherweise wurde das Buch geschrieben, als Hug de Llupià Bischof von Valencia 1397 oder 1398 ernannt wurde. Oder vielleicht wurde das Buch geschrieben, als Hug de Llupià endlich nach Valencia am 9. August 1400 angekommen war.

## Struktur und Inhalt
Das Buch enthält einhundertsiebenundsechsig Abschnitte und besteht aus vier Aufsätzen. Es befasst sich mit den Pflichten der Bischöfe, obwohl es am Anfang mit Priestern besonders zu tun hat.
Dieses Werk könnte vielleicht dem Onzè (elften Band) von Lo Crestià entsprechen, der sich mit Priestern befassen sollte. Nichtsdestoweniger ist das Priesteramt auch ein Sakrament, und der Desè (zehnter Band) von Lo Crestià sollte sich damit befassen.
Dieses Buch folgt das Modell der Regula Pastoralis (Hirtenbriefregel) von Gregor dem Großen, die als ein Lehrbuch für das Leben von Priestern und Bischöfen gilt.

## Auflagen
Es gibt eine Inkunabelauflage, die in Barcelona von Pere Posa am 5. Dezember 1495 veröffentlicht wurde. Eine kritische Auflage und Übersetzung ins Katalanische wurde vor kurzem als Doktorarbeit angefertigt. Diese Dissertation ist nur online verfügbar.
Curt Wittlin hatte fünf Abschnitte (36 bis 40) in einem interessanten Artikel ins Deutsche übertragen. Dieser Artikel untersucht Eiximenis’ versteckten Antimonarchismus und Antioligarchismus.

## Digitale Auflagen

### Inkunabel
- Auflage auf der Memòria Digital de Catalunya (Digitale Erinnerung von Katalonien) der Inkunabelauflage, die in Barcelona von Pere Posa am 5. Dezember 1495 veröffentlicht wurde.

### Moderne Auflagen
- Auflage auf Tesis doctorales en Red (Doktorarbeite on line) der kritischen Auflage und Übersetzung ins Katalanische von Montserrat Martínez Checa (Francesc Eiximenis. Pastorale. Edició i traducció. Barcelona. UAB. 1995. LXXXVII+[VIII+450] (Auflage und Übersetzung)+12 (Anhang)). Doktorarbeit von Montserrat Martínez Checa, von Professor José Martínez Gázquez überprüft (Autonome Universität Barcelona, 1995).

### DasPastoraleauf den digitalisierten gesamten Werken
- Gesamte Werke von Francesc Eiximenis (auf Katalanisch und auf Latein).